# Лайонс (Колорадо)
Лайонс (англ. Lyons) — місто (англ. town) в США, в окрузі Боулдер штату Колорадо. Населення — 2209 осіб (2020).

## Географія
Лайонс розташований за координатами 40°13′22″ пн. ш. 105°16′8″ зх. д. / 40.22278° пн. ш. 105.26889° зх. д. (40.222880, -105.268755).  За даними Бюро перепису населення США в 2010 році місто мало площу 3,25 км², з яких 3,21 км² — суходіл та 0,04 км² — водойми.

## Демографія
Згідно з переписом 2010 року, у місті мешкали 2033 особи в 861 домогосподарстві у складі 559 родин. Густота населення становила 626 осіб/км².  Було 904 помешкання (278/км²).
Расовий склад населення:
| - 94,1 % — білих - 1,4 % — азіатів - 0,4 % — корінних американців - 0,4 % — чорних або афроамериканців - 1,7 % — осіб інших рас |

До двох чи більше рас належало 2,0 %. Частка іспаномовних становила 5,7 % від усіх жителів.
За віковим діапазоном населення розподілялося таким чином: 25,2 % — особи молодші 18 років, 66,5 % — особи у віці 18—64 років, 8,3 % — особи у віці 65 років та старші. Медіана віку мешканця становила 40,4 року. На 100 осіб жіночої статі у місті припадало 99,7 чоловіків;  на 100 жінок у віці від 18 років та старших — 98,8 чоловіків також старших 18 років.
Середній дохід на одне домашнє господарство  становив 106 575 доларів США (медіана — 85 577), а середній дохід на одну сім'ю — 115 271 долар (медіана — 91 208). За межею бідності перебувало 7,8 % осіб, у тому числі 14,0 % дітей у віці до 18 років та 0,0 % осіб у віці 65 років та старших.
Цивільне працевлаштоване населення становило 1131 осіб. Основні галузі зайнятості: науковці, спеціалісти, менеджери — 19,5 %, освіта, охорона здоров'я та соціальна допомога — 16,4 %, мистецтво, розваги та відпочинок — 14,8 %.